# Namundra murphyi
Espèce
Namundra murphyi est une espèce d'araignées aranéomorphes de la famille des Prodidomidae.

## Distribution
Cette espèce est endémique du Cap-du-Nord en Afrique du Sud,. Elle se rencontre dans le Richtersveld.

## Description
La femelle holotype mesure 2,03 mm.

## Systématique et taxinomie
Cette espèce a été décrite par Haddad en 2022.

## Étymologie
Cette espèce est nommée en l'honneur de John A. Murphy (1922–2021).

## Publication originale
- Haddad, 2022 : « Two new dionychan spiders from arid western South Africa (Araneae: Prodidomidae, Trochanteriidae). » Arachnology, vol. 19, Special Issue, p. 341-347.